# 国立科学博物館附属自然教育園
国立科学博物館附属自然教育園（こくりつかがくはくぶつかんふぞくしぜんきょういくえん）は、日本の国立科学博物館が所有する緑地で、東京都港区白金台五丁目に所在する。約20万m2（約20ha）の敷地には林、草地、池と湿地と散策路があり、1400種以上の植物、2100種以上の昆虫、約130種の鳥類が確認されている。「旧白金御料地」として1949年（昭和24年）4月12日、国の天然記念物および史跡に指定された。

## 概要
渋谷区から港区に向けて東流する古川（渋谷川）南岸に面した、標高32メートルの武蔵野台地上に位置する。
もともと江戸時代以前より屋敷などに使われた土地ではあるが、あまり人の手を入れていない状態が長く保たれたことで、東京都区部が人口密集地となる前の自然をうかがい知る貴重な場所となっている。その意味で、同じ屋敷地をルーツとする南隣の東京都庭園美術館の手入れの行き届いた庭園としての姿とは好対照をなしている。だからといって手入れをしていないわけでもなく、ここでは日本の古来種である野草など武蔵野の自然に自生する野草や地形、土塁など貴重なものが温存されている。

## 歴史
園内は「旧白金御料地遺跡」として埋蔵文化財包蔵地化されており、有史以来この地に人が住んでいたことが園内より縄文土器や弥生土器、近世の遺物が発見されたことで確認できる。
室町時代の頃、この地には白金長者（柳下上総介）と呼ばれる豪族が居館（白金長者屋敷）を構えたと伝えられ、その遺構とされる土塁が園内にみられる。その後、江戸時代には高松藩主松平頼重の下屋敷として用いられた。明治時代に入ると陸海軍の火薬庫として使用され、一般人の立ち入りが禁止された。1917年（大正6年）に陸軍から宮内省帝室林野局に委譲され、白金御料地となった。太平洋戦争中は田畑にされる、防空壕が掘られるなど荒廃が進んだ。戦後、以前から隣接する国立教育研修所が演習林として利用していた経緯などから文部省に移管される。1949年（昭和24年）に全域が「旧白金御料地」として天然記念物および史跡に指定され、同時に「国立自然教育園」として一般公開された。1962年（昭和37年）に国立科学博物館附属自然教育園となった。
大正時代の文献によれば、かつてはモミ、スギ、マツといった針葉樹が林を形成していた。しかし、明治神宮造営のための大規模な移植や、近接道路からの大気汚染などから針葉樹は激減してしまい、現在は落葉広葉樹が主体の森となっている。

## 園内
- 敷地面積：約6万坪（約20万m2）[3]
- 利用者用施設：教育管理棟（自然教育園の自然を紹介した各種展示、休憩スペース、ミュージアムショップ）[3]
- 植生概況：シイ林、マツ林、コナラ林、落葉樹林、草原、湿地[3]

## 生物
園内では、1473種の植物、約2130種の昆虫、約130種の鳥類が記録されている。
2016年から2018年にかけて、国立科学博物館の研究員により2016年から2018年にかけて園内の生物相の調査が、2021年には道路で切り離された「飛び地」の調査が実施され、結果が報告書にまとめられた公開されている。

## 出版物
- 自然教育園報告（外部リンク参照）
- 自然保護教育のためのカリキュラム作成に関する研究 : 自然教育園をフィールドとして - 国立科学博物館付属自然教育園自然保護教育研究班 編、1981年3月[11]
- 自然保護教育の現状と問題点 : 野外観察会と自然研究路を中心として - 「研究報告」「資料篇」と分冊刊行。1980年3月[12][13]

## アクセス
白金台駅（東京メトロ南北線・都営地下鉄三田線）から徒歩7分、目黒駅（前述の地下鉄2路線のほかJR山手線、東急目蒲線）から徒歩9分程度。

## ギャラリー

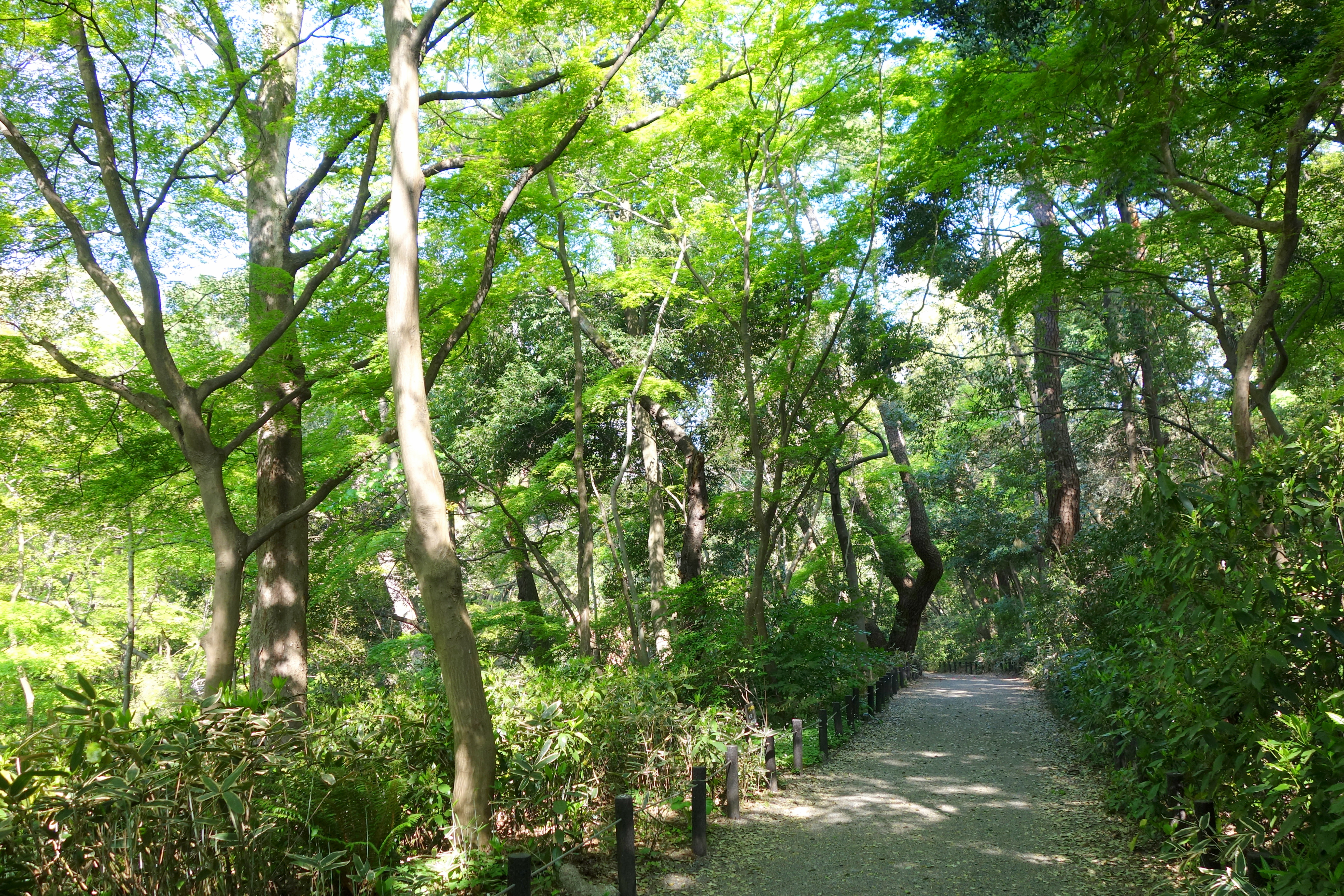
遊歩道（2014年4月）
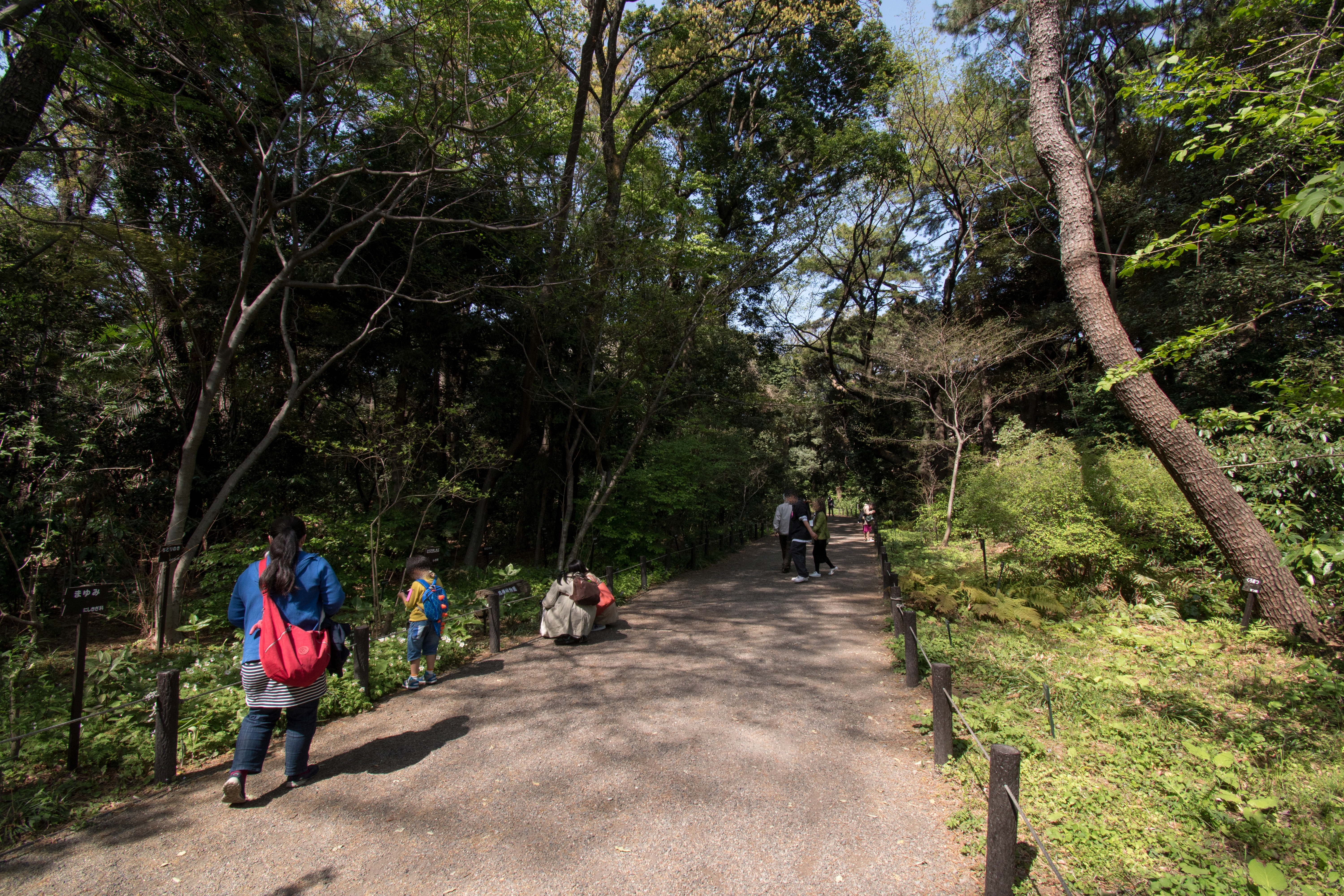
遊歩道（2018年3月）
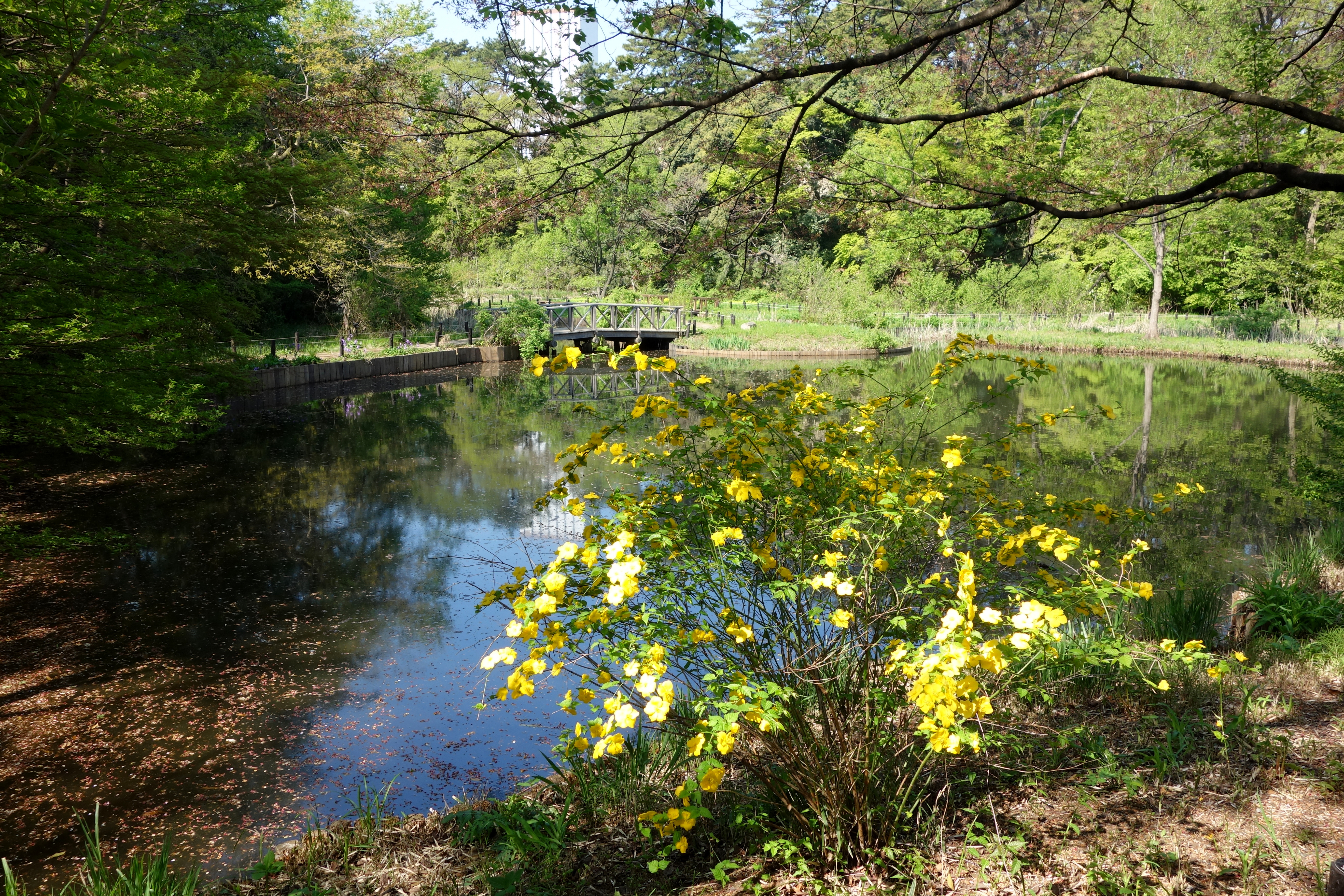
池（2014年4月）
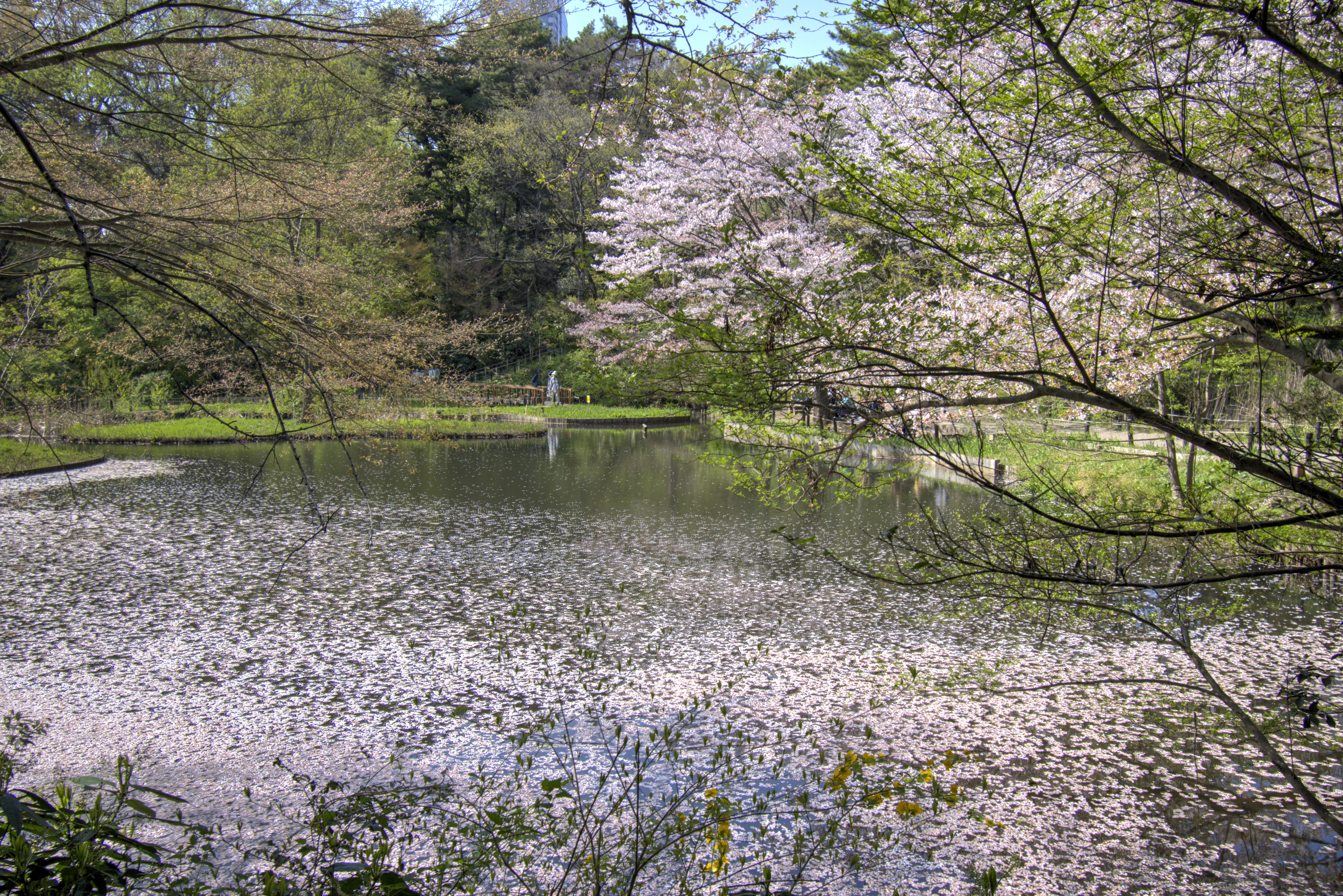
池（2018年3月）
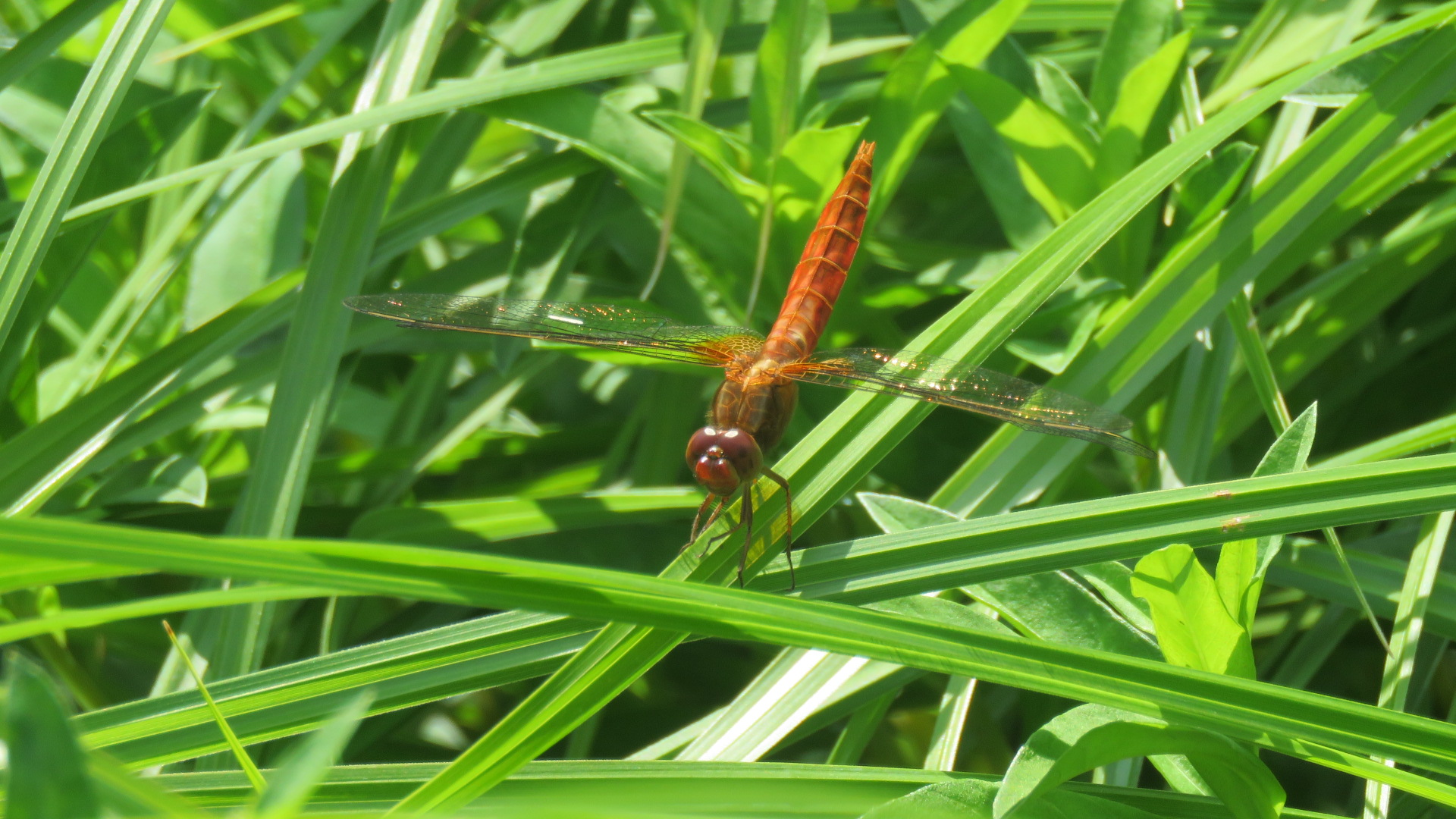
ショウジョウトンボ（2015年6月）
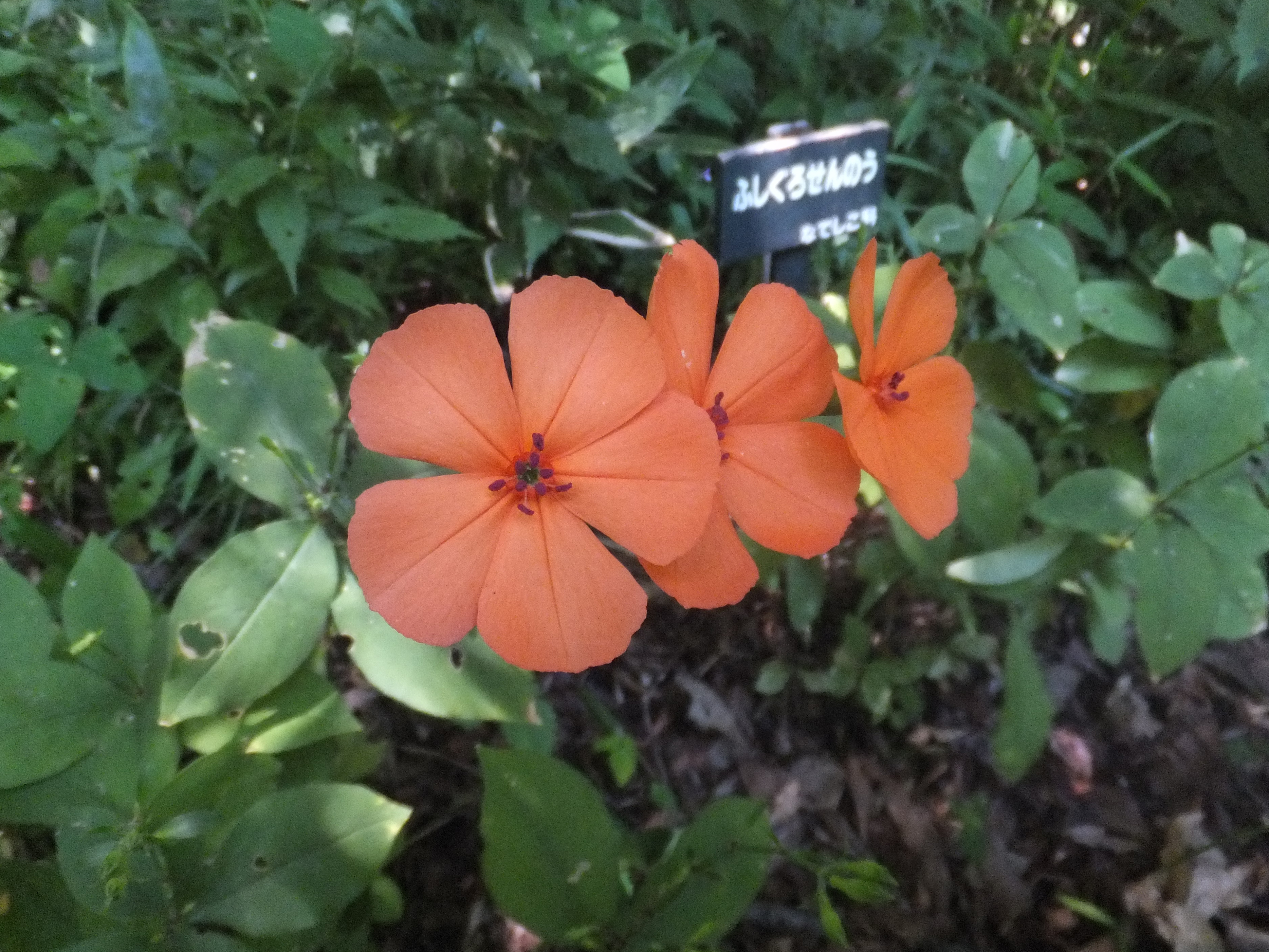
フシグロセンノウ（2017年8月）
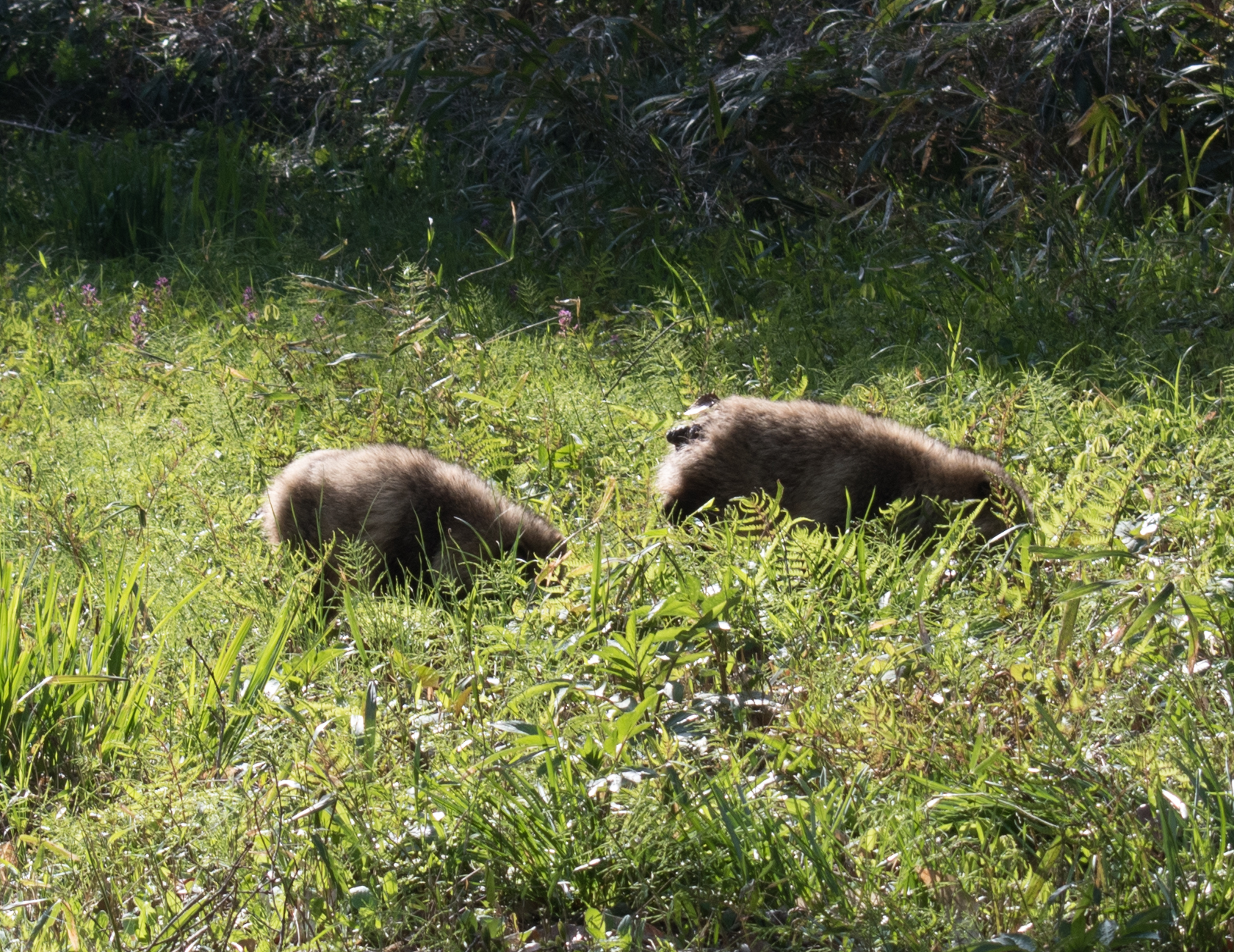
タヌキ（2018年3月）
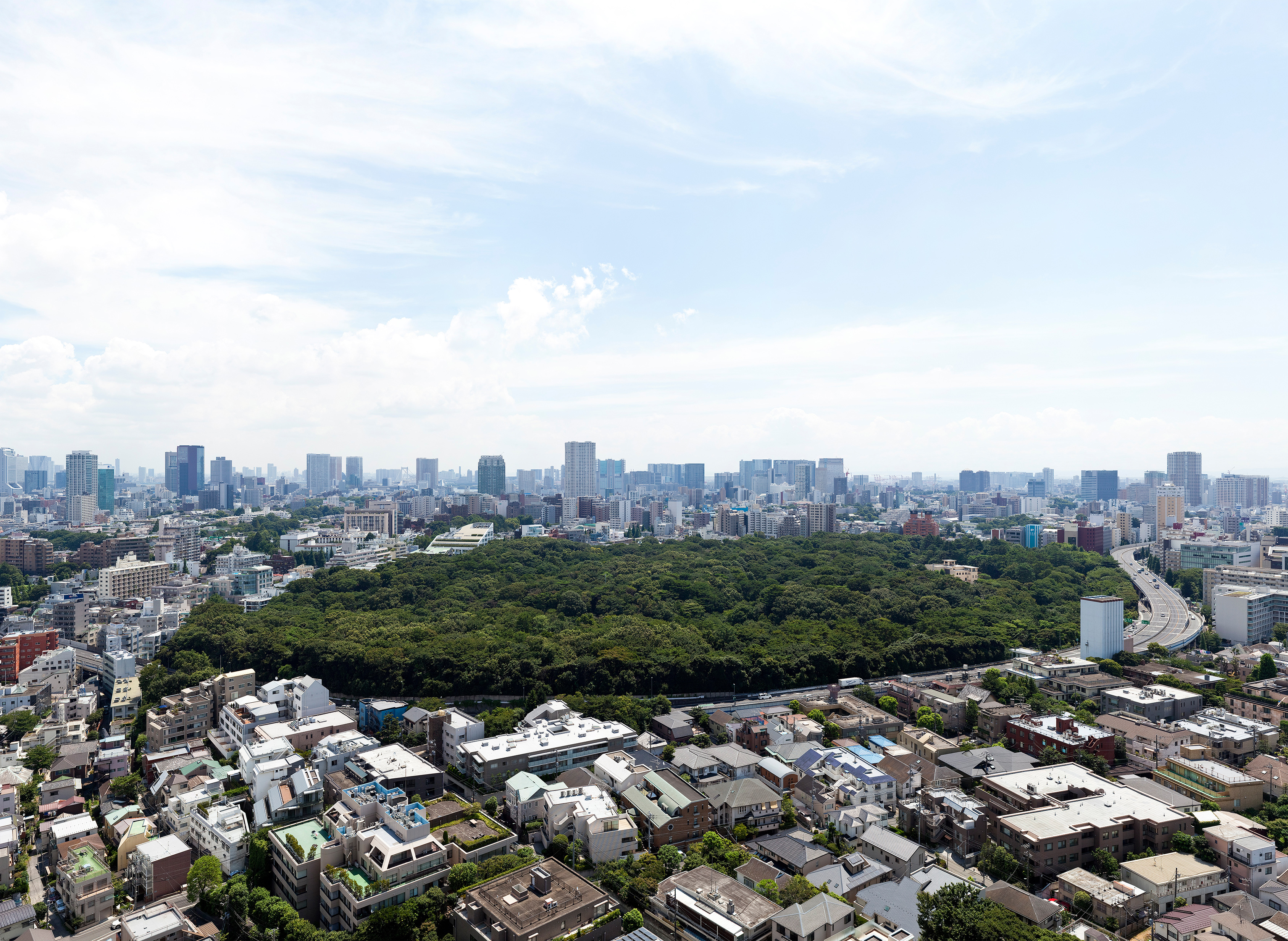
全景と周辺環境（2012年8月）
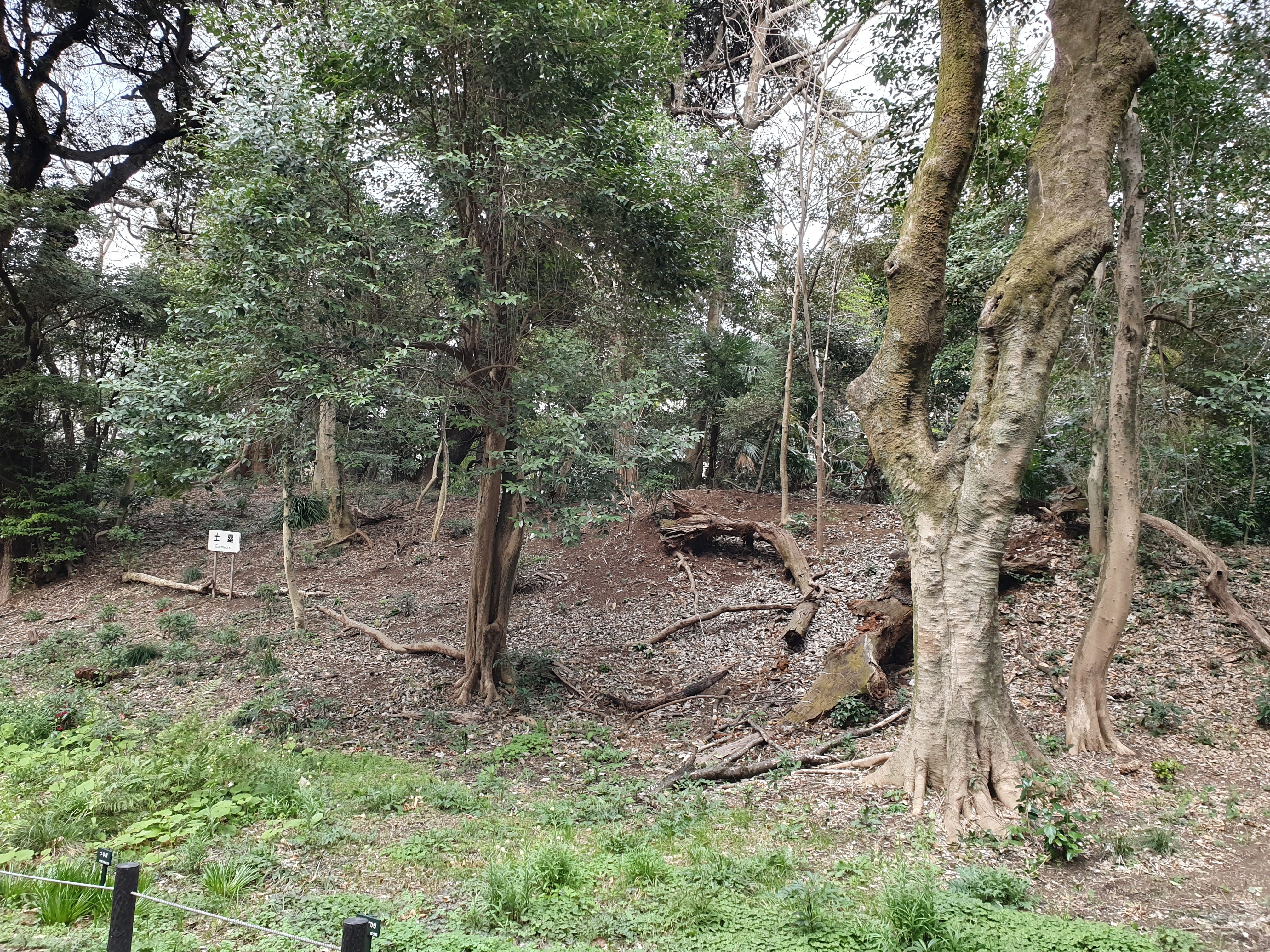
園内に残る白金長者屋敷の土塁とされる遺構